# پارک ملی مرو
پارک ملی مِرو یک پارک ملی در کنیا است که در فاصله ۳۵۰ کیلومتر (۲۲۰ مایل) شرق شهرستان مرو واقع شده‌است. با مساحت ۸۷۰ کیلومتر مربع (۳۴۰ مایل مربع)، یکی از شناخته شده‌ترین پارک‌های ملی در کنیا است. بارندگی در این منطقه با ۶۳۵–۷۶۲ میلیمتر (۲۵٫۰–۳۰٫۰ اینچ) در غرب پارک و ۳۰۵–۳۵۶ میلیمتر (۱۲٫۰–۱۴٫۰ اینچ) در شرق فراوان است. این بارندگی باعث ایجاد چمن‌های بلند و باتلاق‌های سرسبز می‌شود.
این پارک دارای طیف گسترده‌ای از حیوانات وحشی از جمله فیل بیشه‌ای آفریقایی، شیر، پلنگ آفریقایی، یوزپلنگ، کرگدن سیاه شرقی، کرگدن سفید جنوبی، گورخر گروی و اسب آبی است.
مرو یکی از دو منطقه ای بود که در آن، جورج آدامسون و جوی آدامسون، محافظان محیط زیست، السا شیر را بزرگ کردند که در کتاب و فیلم پرفروش متولد آزاد به شهرت رسید. السا شیر در این پارک به خاک سپرده شده‌است و بخشی از خاکستر جوی روی قبر او پراکنده شده‌است.